# 心霊電流
『心霊電流』（しんれいでんりゅう、原題：英: Revival）は、アメリカ合衆国のホラー小説家スティーヴン・キングによる長編ホラー小説。2014年に刊行され、2019年に邦訳された。
邦題は意訳であり、原題はリバイバル。
マイク・フラナガンを監督とする映画化の企画が上がっていたが、頓挫となった。
クトゥルフ神話であり、「妖蛆の秘密」が登場する。冒頭にはハワード・フィリップス・ラヴクラフトの文章が引用されている。

## あらすじ
上巻1-7章、下巻7-14章で構成され、7章が上下巻をまたぐ。
```
永遠に横たわっていられるなら、それは死者ではない。
異様に長い時の中では、死でさえも死を迎えうる。
―
H・P・ラヴクラフト
 『心霊電流 上』3ページ、
峯村利哉
訳。
```

### 1度目の邂逅
1962年。メイン州の田舎町に、新任の若い牧師チャールズ・ジェイコブスがやって来る。6歳のジェイミー・モートンは、牧師一家と友達になる。ジェイコブス師はモートンに、手製の電気仕掛けのキリスト像を披露する。あるとき、モートンの兄のコンが事故でケガを負い、発声ができなくなる。母は専門医に診せるべきと言い、父は金銭が足りないと言い、対立する。両親の争いから逃げ出したジェイミーが牧師夫妻に相談すると、ジェイコブス師は「神経電気刺激器」なる発明品を用いて、コンに治療を施し、治療に成功する。姉クレアは、牧師様はこの土地に来て最初に出会ったジェイミーのためにやったのだと、彼の真意を見抜く。師自身も治療が成功するとは予想していなかったのだ。（1-2章）
1965年10月。不幸な交通事故で牧師の妻子が死亡し、牧師は悲嘆に暮れる。そして運命の11月21日、久しぶりに説教壇に立ったジェイコブス師は、神を呪う言葉を口にする。牧師は解任され、町を去ることになる。コンでさえ、自分の声が戻ったのは、電気治療のお陰などではなく、ただ時間が来て治っただけであると一蹴する。ジェイミーは牧師と別れの挨拶を交わすが、牧師自身もコンへの治療はぺてんと認めていた。（3章）
1970年、14歳になったジェイミーはギターを始める。高校時代は仲間とバンド活動を行い、またアストリッド・ソダーバーグと恋人になる。やがて大学に進学するが、アストリッドとは疎遠になり仲は自然消滅する。ジェイミーはプロのギタリストとなる。（4章）

### 2度目の邂逅
1992年、36歳になっていたジェイミーは、ヘロイン中毒のためにバンドをクビになる。オクラホマ州タルサのフェスティバルにさまよい込んだところ、肖像写真のショーに遭遇する。派手なトリックで観衆を沸かせる男は、あのジェイコブス師であった。ダン・ジェイコブスは稲妻写真でキャシー・モースを喜ばせる。薬物が切れて失神したジェイミーは、ジェイコブスに介抱され、2人は再会する。ジェイミーはジェイコブスのもとで治療を受けるかたわら、母と姉が死んだと告げる。さて写真を撮影した後、キャシーの性格が変貌し、宝飾品強盗を働いて逮捕される。キャシーの父がジェイコブスの仕事場に殴り込んで来るが、追い返される。ジェイコブスの技能は独学だ。ジェイミーは、自分も客たちもモルモットであるという危険性に思い至る。かくしてジェイミーは薬物中毒から脱するも、ジェイコブスとは再び別れる。（5-6章）

### 3度目の邂逅
ジェイミーはコロラド州デンヴァーにてヒュー・イェーツの音楽スタジオで働くようになり、また死んだ家族たちが出てくる悪夢を見るようになっていた。2008年、52歳となったジェイミーは、彼「ダニー牧師」がコロラドで大イベントを開催することを知る。ジェイミーはヒューに、自分とジェイコブスの関わりを説明する。ヒューもまた、過去にジェイコブスと出会い、治療を受けていたことを語る。ヒューは聴覚が治ったが、因果関係があるのか、記憶と視覚に不可解な症状を抱えるようになった。ジェイミーは、ヒューの視覚も自分の悪夢も、治療の後遺症ではないかと勘付く。
ジェイミーとヒューは、イベントにもぐり込む。うさんくさい癒しを、車椅子の者たちや難病患者たちが求める。ダニー師の電気によって、歩けない者が歩きだし、病の苦痛が消え去る。全員が成功したわけではないし、成功者も自己申告にすぎず、サクラが混ざっているかもしれない。ジェイミーは彼らの名前と住所をメモする。ヒューは「また極彩色を見た」「人が蟻のように、幻覚が見えた」と言い、ダニー師の調査から手を引くと述べる。（7-8章）
1年ほどが経過し、癒しを受けた者たちの状況を追跡調査した結果、治った者が多数いる一方で、別の後遺症が現れた者もいる事実が判明する。さらにあのキャシー・モースが16年を経て自殺していた。癒しには代償があり、自分もヒューも爆弾を抱えているのは確実だ。ダニー牧師は最近活動をしていないらしいが、それはつまり、準備が整ったので次のステージに進んだということだろう。
ニューヨーク州ニューバーグの豪邸で、ジェイコブスが出迎える。ジェイミーはヒーリングをやめるべきだと言う。ジェイコブスは、準備は済んだので近いうちに引退すると言い、古文献を引用して怪しげな講義を語り始め、ジェイミーを助手に雇いたいと言い出す。ジェイミーは彼の思惑がわからず、拒否して帰る。そしてダニー牧師は引退して行方をくらます。癒しはやめたのだ、ならばそれでよいではないか。（9章）
2014年3月、ジェイミーのもとにジェイコブスから手紙が届く。住所はメイン州モットン、故郷の隣町である。曰く、研究は最終段階に至った、わたしの助手になれと言う。また、あのアストリッド・ソダーバーグが肺癌に冒されており、彼女は引退したダニー牧師の治療を求めていると言う。ジェイコブスはジェイミーに「助手になれば彼女を治療する。拒否すれば彼女を見捨てる」と二択を突き付ける。ジェイミーはジェイコブスのもとに行く。（10章以降）
ジェイコブスは落雷の電力を利用して、最後の実験を敢行する。

## 主な登場人物
ジェイミー・モートン
語り手。モートン家の四男・末子。1956年8月生まれ。出身地はメイン州ハーロウの町。全編を通じて未婚。
1962-1965年にかけて、近所に住んでいたジェイコブス師と交流する。10代のときにエレキギターと出会い、ギタリストとなる。1992年、36歳のときにジェイコブスと再会し、癒しの電気でヘロインを絶つことに成功するが、ときおり悪夢を見るようになる。2008年、51歳のとき、ジェイコブスが大活動を始めたことで再注目することとなり、三度目の邂逅に至る。治癒した患者たちに後遺症があることを知り、ジェイコブスの謎を追跡する。
チャールズ・ジェイコブス
1940年ごろ生まれ。終盤では70歳を超える。
メソジストの牧師としてハーロウの町にやって来た。若く情熱的な美男子。宗教者でありながら、科学にも造詣が深く、電気いじりを趣味とする。町民に受け入れられ、信者を増やすことに成功した。だが無惨な事故で妻子を失い、錯乱して神を呪う言葉を口にしたことで、町を去ることになる。
1992年にジェイミーと再会したときは、「ダン・ジェイコブス」と名乗り、電気によるショーを実演する興行師となる。このときは宗教的な気配は全くなくなっていた。だが21世紀以降は、聖なる電気で人々を癒すヒーラー「C・ダニー・ジェイコブス牧師」となる。全米中で多くの人を癒してきたが、詐欺と糾弾する声も多い。
ジェイコブスは、自分とジェイミーの間には運命が働いていると語る。知識は禁書「妖蛆の秘密」から得たもの。信者たちから喜捨を得て巨財を築いているものの、金銭にも神にも関心を持っておらず、そのため目的がまるでわからない。

### モートン家
- リチャード - 父。一女四男の家長。燃油商。2003年に死去。
- ローラ - 母。牧師に妻子の死を伝えた。1976年に病死。
- クレア - 長子・長女。1948年ごろ生まれ。ニューハンプシャー州で教職に就く。30歳前に死去。
- アンディ - 長男。1950年ごろ生まれ。独立してニューヨーク州に移住。2000年ごろ51歳で死去。
- コン（コンラッド） - 次男。声を失い、牧師の電気治療を受けて恢復したが、信じていない。スポーツ万能で学業優秀。天文学者になりハワイに移住する。
- テリー（テレンス） - 三男。1954年ごろ生まれ。父の事業を継ぎ、実家に住み続ける。2013年時点で孫がいる。

### ジェイコブス師の家族
- パッツィ（パトリシア） - ジェイコブス師の妻。1965年に事故死。
- モーリー（モーリス） - ジェイコブス師の息子。1960年ごろ生まれ。1965年に事故死。

### 関係者
- ノーム・アーヴィング - コンと同年。ギタリスト。ジェイミーの高校時代のバンド仲間。2013年に再会。
- アストリッド・ソダーバーグ - ジェイミーの高校時代の恋人。未成年喫煙者。
- キャシー・モース - オクラホマの娘。1992年にダン・ジェイコブスのパフォーマンスに選ばれた。
- ヒュー・イェーツ - コロラドの音楽スタジオの経営者。1983年の現役ミュージシャン時代に聴覚を失ったとき、ジェイコブス師に出会い、電気を用いる怪しげな治療を受け、快癒する。しかし師と別れた後、短時間の記憶喪失が起きたり、「極彩色に見える」と表現するような視覚が鋭敏化されるような感覚をもつようになった。
- ジョージア・ドンリン - ヒューの秘書・元恋人。
- ブリアナ（ブリー）・ドンリン - ジョージアの娘。1985年ごろ生まれ。コンピューターの天才であり、ジェイミーの調査に協力する。
- アル・スタンパー - 2008年時点でのダニー牧師の助手。元ソウルシンガー。
- ジェニー・ノールトン - 看護師。アストリッドの友人・同居人。2010年ごろ、ダニー牧師の奇跡を受けて関節炎が治った。
- メアリー・フェイ - 最後の患者。
- 〔マザー〕 - ？？？？

## 収録
- 文藝春秋『心霊電流 上』『心霊電流 下』峯村利哉訳（2019年）